# 埃里克·默里
埃里克·默里（英語：Eric Murray，1982年5月6日—），新西兰男子赛艇运动员。他曾代表新西兰参加2004年、2008年、2012年和2016年夏季奥林匹克运动会赛艇比赛，获得二枚金牌。